# Elecciones constituyentes de Perú de 1992
Las elecciones constituyentes de Perú de 1992 se llevaron a cabo el domingo el 22 de noviembre de 1992, con el fin de elegir a los miembros del Congreso Constituyente Democrático, entidad encargada de la elaboración una nueva Carta Magna para el país en reemplazo de la Constitución de 1979. Fueron convocadas por el gobierno de facto de Alberto Fujimori, tras el autogolpe del 5 de abril, mediante el Decreto Ley N° 25557 (17 de junio de 1992).
Los comicios fueron una respuesta del gobierno a la presión de la comunidad internacional por la situación política peruana, en un intento de Fujimori de legitimar las acciones gubernamentales y mantenerse en el poder. Formó parte de la promesa realizada ante la Organización de Estados Americanos de un plebiscito (que nunca se realizó), unas elecciones constituyentes y un referéndum para la aprobación de una nueva constitución.
Los principales partidos se abstuvieron (como Acción Popular y el Partido Aprista Peruano) o fueron impedidos (como Izquierda Unida) de participar en los comicios. Varios grupos dentro de estas organizaciones terminaron haciendo campaña a favor del voto viciado. El Partido Popular Cristiano fue la única fuerza importante de la oposición que postuló candidatos. El fujimorismo creó un nuevo partido, Nueva Mayoría, que terminó uniéndose a Cambio 90 por cuestiones de inscripción. En ese contexto, proliferaron numerosas listas de independientes que presentaron candidaturas.
La elección se enfrentó a una campaña de apatía política y de desigualdad entre las contendores. Fujimori y su gabinete intervinieron proactivamente a favor de las candidaturas oficialistas, destinando recursos del Estado para la entrega de dinero y donativos, además de la movilización de las Fuerzas Armadas. La oposición y las demás candidaturas protestaron ante el Jurado Nacional de Elecciones, pero no obtuvieron respuesta. Se considera que estos comicios marcan el inicio de un ciclo de elecciones controladas por el Poder Ejecutivo.
El día de la jornada electoral se caracterizó por una relativa tranquilidad y sin grandes contratiempos. No obstante, las agrupaciones opositoras denunciaron irregularidades y casos de fraude electoral, incluyendo la manipulación de las actas y problemas en el conteo de los votos. En todo caso, los resultados provisionales proyectaban una gran votación para el oficialismo, que se contrastaba con un elevado nivel de ausentismo (casi de 30%) y un importante porcentaje de votos en blanco y viciados (que sumaron casi un 25% del total de votos).
En los resultados oficiales, la alianza Nueva Mayoría-Cambio 90 consiguió casi el 50% de votos válidos y una mayoría absoluta (cuarenta y cuatro representantes) en el Congreso Constituyente. El Partido Popular Cristiano, la segunda fuerza más votada, apenas obtuvo ocho representantes. Los demás grupos parlamentarios obtuvieron entre uno y siete escaños.

## Contexto
El 5 de abril de 1992, el presidente Alberto Fujimori realizó un autogolpe de Estado. El Poder Ejecutivo concentró la totalidad de los poderes públicos, cerrando el Congreso e interviniendo el Poder Judicial, el Ministerio Público, la Contraloría, el Tribunal de Garantías Constitucionales y los gobiernos regionales.

## Sistema electoral
De acuerdo con el Decreto Ley N° 25684 (20 de agosto de 1992), las elecciones para el Congreso Constituyente Democrático se llevaron a cabo en un distrito electoral único (a diferencia de las elecciones parlamentarias anteriores) mediante voto universal, directo, secreto y obligatorio para todos los ciudadanos mayores de 18 años, residentes en el Perú o en el extranjero, inscritos en el Registro Electoral. 
La votación se efectuaba en listas abiertas con doble voto preferencial opcional. Se asignaba a cada una de las listas los escaños según el método d'Hondt, de acuerdo con el Decreto Ley N° 14250 (5 de diciembre de 1962) y sus modificatorias. En total, ochenta (80) representantes fueron elegidos para reunirse en asamblea constituyente y redactar un nuevo texto constitucional.

## Sondeos de opinión
Las siguientes tablas enumeran las estimaciones de la intención de voto en orden cronológico inverso, mostrando las más recientes primero y utilizando las fechas en las que se realizó el trabajo de campo de la encuesta. Cuando se desconocen las fechas del trabajo de campo, se proporciona la fecha de publicación.

### Intención de voto
La siguiente tabla enumera las estimaciones ponderadas (sin incluir votos en blanco y nulos) de la intención de voto.
| Encuestadora/Medio                | Fecha       | Muestra |         |        |       |       |       | CODE  |       |       | SODE  | MIA   | Dif. |  |  |  |
| --------------------------------- | ----------- | ------- | ------- | ------ | ----- | ----- | ----- | ----- | ----- | ----- | ----- | ----- | ---- |  |  |  |
| Encuestadora/Medio                | Fecha       | Muestra |         |        |       |       |       |       |       |       |       |       |      |  |  |  |
| Elecciones constituyentes de 1992 | 22 nov 1992 | —       | 49.3 44 | 9.7 8  | 7.8 7 | 7.1 6 | 5.5 4 | 5.3 4 | 3.8 3 | 2.8 2 | 2.0 1 | 1.7 1 | 39.6 |  |  |  |
|                                   |             |         |         |        |       |       |       |       |       |       |       |       |      |  |  |  |
| Apoyo/Panamericana                | 22 nov 1992 | ?       | 50.5 44 | 9.7 8  | 8.8 7 | 7.2 6 | 5.1 4 | 5.2 4 | 3.3 3 | 2.5 2 | 2.1 2 | ?     | 40.8 |  |  |  |
| CPI                               | 22 nov 1992 | ?       | 48.2 43 | 10.2 8 | 8.3 7 | 7.6 7 | 5.5 4 | 5.8 5 | ?     | ?     | ?     | ?     | 38.0 |  |  |  |

### Preferencias de voto
La siguiente tabla enumera las preferencias de voto en bruto (incluyendo blancos, viciados y sin respuesta) y no ponderadas.
| Encuestadora/Medio                | Fecha       | Muestra |      |     |     |     |     | CODE |     |     | SODE | MIA | B/V  | Dif. |  |  |  |  |
| --------------------------------- | ----------- | ------- | ---- | --- | --- | --- | --- | ---- | --- | --- | ---- | --- | ---- | ---- |  |  |  |  |
| Encuestadora/Medio                | Fecha       | Muestra |      |     |     |     |     |      |     |     |      |     |      |      |  |  |  |  |
| Elecciones constituyentes de 1992 | 22 nov 1992 | —       | 37.5 | 7.4 | 5.9 | 5.4 | 4.2 | 4.0  | 2.9 | 2.1 | 1.5  | 1.3 | 23.9 | 30.1 |  |  |  |  |
|                                   |             |         |      |     |     |     |     |      |     |     |      |     |      |      |  |  |  |  |
| Apoyo/Panamericana                | 22 nov 1992 | ?       | 42.6 | 8.2 | 7.4 | 6.1 | 4.3 | 4.4  | 2.8 | 2.1 | 1.8  | –   | 15.6 | 34.4 |  |  |  |  |

## Resultados

### Resultado nacional
|                        |                                                           |              |              |         |  |  |
| Partidos y coaliciones | Partidos y coaliciones                                    | Voto popular | Voto popular | Escaños |  |  |
| Partidos y coaliciones | Partidos y coaliciones                                    | Votos        | %            | Total   |  |  |
|                        | Alianza Electoral Nueva Mayoría - Cambio 90 (NM–C90)      | 3 075 422    | 49.30        | 44      |  |  |
|                        | Partido Popular Cristiano (PPC)                           | 606 651      | 9.73         | 8       |  |  |
|                        | Frente Independiente Moralizador (FIM)                    | 486 984      | 7.81         | 7       |  |  |
|                        | Renovación (R)                                            | 440 314      | 7.06         | 6       |  |  |
|                        | Movimiento Democrático de Izquierda (MDI)                 | 341 646      | 5.48         | 4       |  |  |
|                        | Coordinadora Democrática (CODE)                           | 328 153      | 5.26         | 4       |  |  |
|                        | Frente Nacional de Trabajadores y Campesinos (FNTC)       | 237 977      | 3.82         | 3       |  |  |
|                        | Frente Popular Agrícola del Perú (Frepap)                 | 172 923      | 2.77         | 2       |  |  |
|                        | Solidaridad y Democracia (SODE)                           | 126 822      | 2.03         | 1       |  |  |
|                        | Movimiento Independiente Agrario (MIA)                    | 107 543      | 1.72         | 1       |  |  |
|                        | Movimiento Independiente Nuevo Perú (MINP)                | 49 998       | 0.80         | 0       |  |  |
|                        | Frente Emergente Democrático Retirados Policiales (FEDRP) | 42 041       | 0.67         | 0       |  |  |
|                        | Movimiento Independiente Nacional (MIN)                   | 41 921       | 0.67         | 0       |  |  |
|                        | Frente Civil-Militar-Policial (FCMP)                      | 41 900       | 0.67         | 0       |  |  |
|                        | Convergencia Nacional (CN)                                | 41 206       | 0.66         | 0       |  |  |
|                        | Movimiento Independiente Paz y Desarrollo (MIPD)          | 36 596       | 0.59         | 0       |  |  |
|                        | Movimiento Acción Social Independiente (ASI)              | 36 073       | 0.58         | 0       |  |  |
|                        | Partido Socialista del Perú (PSP)                         | 23 512       | 0.38         | 0       |  |  |
|                        |                                                           |              |              |         |  |  |
| Total                  | Total                                                     | 6 237 682    |              | 80      |  |  |
|                        |                                                           |              |              |         |  |  |
| Votos válidos          | Votos válidos                                             | 6 237 682    | 76.15        |         |  |  |
| Votos en blanco        | Votos en blanco                                           | 333 277      | 4.07         |         |  |  |
| Votos nulos            | Votos nulos                                               | 1 620 887    | 19.79        |         |  |  |
| Votos emitidos         | Votos emitidos                                            | 8 191 846    | 72.24        |         |  |  |
| Abstenciones           | Abstenciones                                              | 3 147 910    | 27.76        |         |  |  |
| Votantes registrados   | Votantes registrados                                      | 11 339 756   |              |         |  |  |
|                        |                                                           |              |              |         |  |  |
| Fuente:                |                                                           |              |              |         |  |  |

### Constituyentes electos
| Nombre                               | Partido | Partido                                      |
| ------------------------------------ | ------- | -------------------------------------------- |
| Jaime Yoshiyama Tanaka               |         | Alianza Nueva Mayoría-Cambio 90              |
| Luz Salgado Rubianes                 |         | Alianza Nueva Mayoría-Cambio 90              |
| Carlos Torres y Torres Lara          |         | Alianza Nueva Mayoría-Cambio 90              |
| Víctor Joy Way Rojas                 |         | Alianza Nueva Mayoría-Cambio 90              |
| Andrés Reggiardo Sayán               |         | Alianza Nueva Mayoría-Cambio 90              |
| Jorge Velit Nuñez                    |         | Alianza Nueva Mayoría-Cambio 90              |
| Carlos Blanco Oropeza                |         | Alianza Nueva Mayoría-Cambio 90              |
| José Gamonal Cruz                    |         | Alianza Nueva Mayoría-Cambio 90              |
| Gilberto Siura Céspedes              |         | Alianza Nueva Mayoría-Cambio 90              |
| Jaime Freundt-Thurne Oyanguren       |         | Alianza Nueva Mayoría-Cambio 90              |
| Anastacio Vega Ascencio              |         | Alianza Nueva Mayoría-Cambio 90              |
| José Roberts Billig                  |         | Alianza Nueva Mayoría-Cambio 90              |
| Manuel La Torre Bardales             |         | Alianza Nueva Mayoría-Cambio 90              |
| Juan Hermoza Ríos                    |         | Alianza Nueva Mayoría-Cambio 90              |
| Martha Chávez Cossío                 |         | Alianza Nueva Mayoría-Cambio 90              |
| Jorge Nakamura Hinostroza            |         | Alianza Nueva Mayoría-Cambio 90              |
| Demetrio Patsías Mella               |         | Alianza Nueva Mayoría-Cambio 90              |
| César Fernández Arce                 |         | Alianza Nueva Mayoría-Cambio 90              |
| Carlos Ferrero Costa                 |         | Alianza Nueva Mayoría-Cambio 90              |
| Carmen Lozada Rendón de Gamboa       |         | Alianza Nueva Mayoría-Cambio 90              |
| Rómulo Guerra Ayala                  |         | Alianza Nueva Mayoría-Cambio 90              |
| Jorge Velásquez Ureta                |         | Alianza Nueva Mayoría-Cambio 90              |
| Daniel Zevallos Ríos                 |         | Alianza Nueva Mayoría-Cambio 90              |
| Miguel Pajares Ruiz                  |         | Alianza Nueva Mayoría-Cambio 90              |
| Juan Zamata Aguirre                  |         | Alianza Nueva Mayoría-Cambio 90              |
| Oswaldo Sandoval Aguirre             |         | Alianza Nueva Mayoría-Cambio 90              |
| Juan Huamanchumo Romero              |         | Alianza Nueva Mayoría-Cambio 90              |
| Pablo Tello Tello                    |         | Alianza Nueva Mayoría-Cambio 90              |
| Juan Cruzado Mantilla                |         | Alianza Nueva Mayoría-Cambio 90              |
| Samuel Matsuda Nishimura             |         | Alianza Nueva Mayoría-Cambio 90              |
| Pedro Vílchez Malpica                |         | Alianza Nueva Mayoría-Cambio 90              |
| Tito Chávez Romero                   |         | Alianza Nueva Mayoría-Cambio 90              |
| Carlos León Trelles                  |         | Alianza Nueva Mayoría-Cambio 90              |
| María Vítor Alfaro                   |         | Alianza Nueva Mayoría-Cambio 90              |
| Jorge Figueroa Vizcarra              |         | Alianza Nueva Mayoría-Cambio 90              |
| Nicolaza Villar Martínez de Posadas  |         | Alianza Nueva Mayoría-Cambio 90              |
| Genaro Colchado Arellano             |         | Alianza Nueva Mayoría-Cambio 90              |
| Gamaliel Barreto Estrada             |         | Alianza Nueva Mayoría-Cambio 90              |
| Pedro García Saavedra                |         | Alianza Nueva Mayoría-Cambio 90              |
| Víctor Meléndez Campos               |         | Alianza Nueva Mayoría-Cambio 90              |
| Carlos Reátegui Trigoso              |         | Alianza Nueva Mayoría-Cambio 90              |
| Roger Amuruz Gallegos                |         | Alianza Nueva Mayoría-Cambio 90              |
| Ricardo Marcenaro Frers              |         | Alianza Nueva Mayoría-Cambio 90              |
| Guillermo Ysisola Farfán             |         | Alianza Nueva Mayoría-Cambio 90              |
| Lourdes Flores Nano                  |         | Partido Popular Cristiano                    |
| Ántero Flores-Aráoz Esparza          |         | Partido Popular Cristiano                    |
| Alexander Kouri Bumachar             |         | Partido Popular Cristiano                    |
| Luis Bedoya de Vivanco               |         | Partido Popular Cristiano                    |
| Xavier Barrón Cebreros               |         | Partido Popular Cristiano                    |
| Celso Sotomarino Chávez              |         | Partido Popular Cristiano                    |
| Pablo Cruz Arrunátegui               |         | Partido Popular Cristiano                    |
| Mario Ocharan Zegarra                |         | Partido Popular Cristiano                    |
| Fernando Olivera Vega                |         | Frente Independiente Moralizador             |
| Ernesto Gamarra Olivares             |         | Frente Independiente Moralizador             |
| Carlos Cuaresma Sánchez              |         | Frente Independiente Moralizador             |
| César Larrabure Gálvez               |         | Frente Independiente Moralizador             |
| Julio Chu Mériz                      |         | Frente Independiente Moralizador             |
| Humberto Sambuceti Pedraglio         |         | Frente Independiente Moralizador             |
| Willy Serrato Puse                   |         | Frente Independiente Moralizador             |
| Rafael Rey Rey                       |         | Renovación                                   |
| Gonzalo Ortiz de Zevallos Roedel     |         | Renovación                                   |
| Enrique Chirinos Soto                |         | Renovación                                   |
| Juan Carpio Muñoz                    |         | Renovación                                   |
| Francisco Tudela van Breugel-Douglas |         | Renovación                                   |
| Juan Carrión Ruiz                    |         | Renovación                                   |
| Gloria Helfer Palacios               |         | Movimiento Democrático de Izquierda          |
| Henry Pease García-Yrigoyen          |         | Movimiento Democrático de Izquierda          |
| Julio Castro Gómez                   |         | Movimiento Democrático de Izquierda          |
| Julio Díaz Palacios                  |         | Movimiento Democrático de Izquierda          |
| José Barba Caballero                 |         | Coordinadora Democrática                     |
| Jorge Donayre Lozano                 |         | Coordinadora Democrática                     |
| Luis Enrique Tord                    |         | Coordinadora Democrática                     |
| Jorge Torres Vallejo                 |         | Coordinadora Democrática                     |
| Roger Cáceres Velásquez              |         | Frente Nacional de Trabajadores y Campesinos |
| Pedro Cáceres Velásquez              |         | Frente Nacional de Trabajadores y Campesinos |
| Jorge Velásquez Gonzales             |         | Frente Nacional de Trabajadores y Campesinos |
| Mario Paredes Cueva                  |         | Frente Popular Agrícola del Perú             |
| Eusebio Vicuña Vásquez               |         | Frente Popular Agrícola del Perú             |
| Manuel Moreyra Loredo                |         | Solidaridad y Democracia                     |
| Gustavo García Mundaca               |         | Movimiento Independiente Agrario             |

## Consecuencias
La alianza fujimorista Nueva Mayoría-Cambio 90 consiguió la mayoría en la cámara encargada de redactar el nuevo texto constitucional. Jaime Yoshiyama Tanaka, cabeza de lista de la coalición, se alzó como el candidato más votado y fue electo como presidente del Congreso Constituyente que se instaló el 30 de diciembre de 1992. La primera fuerza de la oposición fue el Partido Popular Cristiano, encabezado por Lourdes Flores Nano, que apenas obtuvo ocho representantes.
En su primera ley constitucional, el Congreso Constituyente reestableció la vigencia de la Constitución de 1979 excepto en los artículos que se oponían a las acciones del gobierno desde el autogolpe, asumió también el mandato legislativo y declaró a Fujimori como presidente constitucional (6 de enero de 1993). El Congreso Constituyente finalizó su labor el 26 de agosto de 1993 con la aprobación del nuevo texto constitucional, el cual fue sometido a referéndum para su ratificación. Tras ello, se instaló como Congreso ordinario hasta las elecciones parlamentarias de 1995.
La Constitución fue aprobada por una escasa mayoría en el referéndum del 31 de octubre de 1993 y entró en vigencia desde el 1 de enero de 1994, manteniéndose hasta la actualidad.